# Roque del Este
Roque del Este é um ilhéu desabitado pertencente ao arquipélago Chinijo, no extremo nordeste das ilhas Canárias. Apesar de desabitado, faz parte do município de Teguise, sito na ilha de Lanzarote.

## Descrição
O Roque del Este está situada a 12 km a nordeste de Lanzarote, constituindo o ponto mais a leste do arquipélago canário. Tal como o resto das ilhas Canárias é de origem vulcânica, apresentando uma forma de L invertido. Na sua escassa superfície destacam-se duas elevações, situadas em ambos os extremos do ilhéu: a maior, ao norte, tem 84 metros acima do nível médio do mar, enquanto que a situada a sul não ultrapassa os 63 metros.
A abundância de recursos no mar vizinho, e o facto da ilha ser desabitada, transformou a ilha num importante centro de nidificação de aves marinhas. A ilha faz parte do Parque Natural del Archipiélago Chinijo e da Reserva Natural de los Islotes.